# 17才-at seventeen-
『17才 -at seventeen-』（じゅうななさい -アット セブンティーン-）は、1994年4月28日から同年9月1日まで、フジテレビ系列で放送されていた日本のテレビドラマ。主演は女優の内田有紀で、『ボクたちのドラマシリーズ』からの派生作品。放送時間は、毎週木曜20:00 - 20:54(JST)。

## あらすじ
羊が原に住む翠はセントウェルトン高等学院に通う高校生。同級生の恭一や玲奈、雄司、浩介、稔らと共に平穏な高校生活を過ごしていたが、そこに幼なじみの巧美が突然現れる。

## 出演
主な出演者である7人には、それぞれ7曜日にちなんだ名前がつけられている。
主要人物
- 日高巧美：内田有紀（小学生時代：萩原ひとみ）
  - 男勝りな性格で、口調も男言葉を話す。
  - 正義感が強い反面、けんかっ早いのでよくトラブルの原因を起こす。
  - 両親の事情で、翠の家で暮らしている。
  - 翠の父と晩酌をすることが日課。
- 月影翠：一色紗英（小学生時代：石山恵）
  - 女らしい性格で、巧美とは正反対の性格。
  - 巧美とは従姉妹で母親同士が姉妹である。
  - 恭一と交際をしており、料理が得意。
- 火野恭一：武田真治（小学生時代：塚田純一郎）
  - 翠と交際をしているが、巧美にも特別な感情を抱いている。
  - タバコを吸う。
- 水谷雄司：伊崎充則（小学生時代：石井寧）
  - 小学校の途中で転校をしてくる。転校当初は6人から嫌われていた。
  - 眼鏡をかけており、データ分析が得意。
- 木村浩介：山本太郎（小学生時代：熱田一）
  - 巧美同様けんかっ早い。
  - かわいい女の子に目がない。
  - 学校以外では常に頭にバンダナを巻いている。
- 金子玲奈：シューベルト綾（小学生時代：西脇香）
  - クールな性格で、お金が一番という考えを持っている。
  - 雄司や浩介、学校中の人たちにお金を貸しその利子で稼いでいる。
- 土屋稔：須藤公一（小学生時代：石井宏明）
  - 甘いものと電車の写真撮影が好き。
  - 小学校時代から太っており、性格も7人の中で一番ゆったりしている。
  - P's Dinerではパフェを食べていることが多い。

P's Diner
主人公たちのたまり場のカフェ。劇中では「ピーズ」と呼ばれ、 基本的には客は主人公たち7名と吉永博士しか来店せず、各話のゲストがたまに来店する。
- 松岡：伊原剛志　
マスター。
- 北原雅樹（グレートチキンパワーズ）
- 渡辺慶（グレートチキンパワーズ）
店員
- 吉永博士：天本英世　
常連客

月影家
- 月影紺二郎：モト冬樹　
翠の父。
- 月影藍子：浅田美代子
翠の母。
  - 翠の両親はともにセントウェルトン高等学院卒業生で、初代ミスターセントウェルトン学院、ミスセントウェルトン学院であり、それが縁で結婚をした。

セントウェルトン高等学院
主人公たちの通う高校。ロケ地は佐野女子短期大学。（現在の佐野日本大学短期大学）
- 春山校長：細川俊之
- 夏樹奈津子：飯島直子
校医。
- 秋沢昭夫：佐戸井けん太
- 冬原冬馬：仲谷昇
理事長。

その他の人々
- 山口清：東根作寿英
通称「卑怯者のきよし」。
- 小林恵
清の妹。
- 本城司：堀真樹
「20年後にこの街を牛耳る」が口癖。
- はらみつお
羊が原駅の駅員。
- JAZZ CUTTS

ゲスト
- 雛形あきこ[注釈 1]
- 神崎恵
- 純平：中上雅巳
- 反町：高杉亘
- 文香：鶴田真由
- 羽村英
- 田山涼成
- 葛山信吾
- 井出薫
- モモコ：千葉千恵巳
- 高見沢博：菊池健一郎
- 奥菜恵

## スタッフ
- 企画：石原隆、鈴木吉弘
- プロデュース：小椋久雄、松村俊二
- 脚本：戸田山雅司、岡田惠和、両沢和幸、田中一彦、樫田正剛
- 音楽：奥慶一
- 主題歌：trf「Survival dAnce 〜no no cry more〜」（avex trax）
- 演出：鈴木雅之、村上正典、本広克行、佐藤祐市
- 制作：フジテレビ、共同テレビ

## サブタイトル
| 各話   | サブタイトル             | 脚本       | 演出     |
| ------ | ------------------------ | ---------- | -------- |
| 第1話  | 7人のバカヤロー          | 戸田山雅司 | 鈴木雅之 |
| 第2話  | 恋か友情か               | 岡田惠和   | 鈴木雅之 |
| 第3話  | ヒーロー誕生             | 戸田山雅司 | 本広克行 |
| 第4話  | 偽りのデート             | 岡田惠和   | 村上正典 |
| 第5話  | 恋はお金で買えない       | 両沢和幸   | 村上正典 |
| 第6話  | 雄司の過去               | 樫田正剛   | 佐藤祐市 |
| 第7話  | 真昼の決闘               | 岡田惠和   | 本広克行 |
| 第8話  | 恋と人力飛行機           | 戸田山雅司 | 鈴木雅之 |
| 第9話  | 水着で失礼します         | 田中一彦   | 村上正典 |
| 第10話 | こうして僕の恋は終わった | 戸田山雅司 | 鈴木雅之 |
| 第11話 | 放課後の殺人事件         | 戸田山雅司 | 本広克行 |
| 第12話 | 花火の夜の出来事         | 戸田山雅司 | 村上正典 |
| 第13話 | 君に恋してた             | 岡田惠和   | 本広克行 |
| 最終話 | 友情の終わり             | 岡田惠和   | 鈴木雅之 |

## 飲酒・喫煙の描写
本作の特徴として、高校生の日常を描いたドラマにもかかわらず未成年者の飲酒・喫煙シーンが頻繁に挟まれており、劇中でも「マスター、ビールちょうだい」や「タバコ切らした」などというセリフが高校生役同士で飛び交っていることが挙げられる。
当初はそのまま放送を行っていたが、第5話以降「おことわり 法律で未成年の飲酒ならびに喫煙は堅く禁じられています。」などのテロップが表示されるようになり、番組終了後にも同様の注意書きが表示されるようになった。
これらの描写からか、再放送やビデオソフト化は一切なされていない。